# Riding Hero
Riding Hero est un jeu vidéo de course développé et édité par SNK en 1990 sur Neo-Geo MVS, en 1991 sur Neo-Geo AES et en 1995 sur Neo-Geo CD (NGM 006),,.